# Крутец (Аркадакский район)
Крутец — село в Аркадакском районе, Саратовской области, России.
Село входит в состав Львовского сельского поселения.

## Уличная сеть
В Крутце три улицы; Зеленая, Заречная, Радищева

## Географическое положение
Село расположено на реке Большой Аркадак, на высоте 131 м над уровнем моря.
Расстояние до:
- Районного центра г. Аркадак: 7 км по дороге.
- Центра сельского поселения (с. Львовка): 6 км по дороге.
- Ближайшей ж/д станции г. Аркадак: 7 км по дороге.

Близлежащие населённые пункты: город Аркадак, село Львовка и село Полухино.

## Население
| 2002 | 2010 |
| ---- | ---- |
| 127  | ↗129 |

## История
Село образовано в 1735 году крестьянами-переселенцами из Шацкого уезда Тамбовской губернии. Согласно «Списку населенных мест Российской империи по сведениям 1859 года» Саратовская губерния, Балашовский уезд, стан 1: деревня Крутец владельческая, при реке Аркадак, число дворов − 55, жителей мужского пола — 217, женского пола − 222, церковь православная − 1. На 1911 год село являлось центром Крутцовской волости Балашовского уезда. Согласно «Списку населенных мест Саратовской губернии по сведениям на 1911 год», село Крутец бывшая владельческая г. Талызиной; число дворов — 113, жителей мужского пола — 399, женского пола — 408, всего — 807. В селе была церковная и земская школа.
В 30-е годы XX в. на территории Крутцовского сельского Совета была образована сельхозартель «Новое счастье Труда», объединившая 103 двора.

## Достопримечательности
- Сохранилась каменная Михайло-Архангельская церковь построенная в 1862 году тщанием тайной советницы Ольги Николаевны Талызиной и прихожан. Из истории: церковь каменная, крепкая, имелся теплый придел в честь Покрова Божией Матери. При церкви находилась каменная сторожка. Прихожанами было 3489 человек. Приписные деревни: Львовка,Ольгино, Полухино, Натальино.

Приказом Министерства культуры Саратовской области от 19 июня 2001 г. № 1-10/177 «Об утверждении списка вновь выявленных объектов историко-культурного наследия, расположенных на территории Саратовской области», здание церкви внесено в список выявленных памятников историко-культурного наследия области.

## Примечание
1. 1 2  Всероссийская перепись населения 2010 года. Численность и размещение населения Саратовской области
2. ↑  Данные Всероссийской переписи населения 2002 года: таблица № 02c. Численность населения и преобладающая национальность по каждому сельскому населённому пункту. — М.: Росстат, 2004.